# Romola Garai
Romola Garai (ur. 6 sierpnia 1982 w Hongkongu) – angielska aktorka, która zagrała m.in. w filmie Dirty Dancing 2.

## Życiorys
Romola Garai urodziła się w Hongkongu, gdy miała 5 lat przeprowadziła się z rodziną do Singapuru, by powrócić do Anglii w wieku 8 lat. Nigdy nie mogła wyobrazić sobie siebie samej jako aktorki, widziała się raczej jako pisarkę. Uczęszczała na uniwersytet w Londynie, gdzie na jednych z zajęć aktorskich została zauważona przez agenta od castingów.
Dzięki temu otrzymała małe role Daniel Deronda w filmie Ostatnia seksbomba. Jednak dopiero występ w filmie Nie oddam zamku zadecydował, że postanowiła porzucić uniwersytet i zająć się aktorstwem. Najbardziej znana jest jako Katie Miller z Dirty Dancing 2.

## Filmografia
- Ostatnia seksbomba (The Last of the Blonde Bombshells, 2000) jako młoda Elizabeth
- Attachments (2000-2002) jako Zoe
- Perfect (2001) jako Charlotte
- Nicholas Nickleby (2002) jako Kate Nickleby
- Daniel Deronda (2002) jako Gwendolen Harleth
- Nie oddam zamku (I Capture the Castle, 2003) jako Cassandra Mortmain
- Vanity Fair. Targowisko próżności (Vanity Fair, 2004) jako Amelia Sedley
- Ja w środku tańczę (Inside I'm Dancing, 2004) jako Siobhan
- Dirty Dancing 2 (Dirty Dancing: Havana Nights, 2004) jako Katie
- El Sueño de una noche de San Juan (2005) jako Helena (głos)
- Niesamowita podróż (The Incredible Journey of Mary Bryant, 2005) jako Mary Bryant
- Angel (2006) jako Angel Deverell
- Jak wam się podoba (As You Like It, 2006) jako Celia
- Scoop – Gorący temat (2006) jako Vivian
- Głos wolności (Amazing Grace, 2006) jako Barbara Spooner
- Pokuta  (2007)
- Niewinna (The Other Man, 2008) jako Abigail
- Emma (2009) jako Emma Woodhouse
- Jeden dzień (2011) jako Sylvie
- Ostatnie dni na Marsie (2013) jako Rebecca Lane